# Gravimétrie d'adsorption de vapeur d'eau

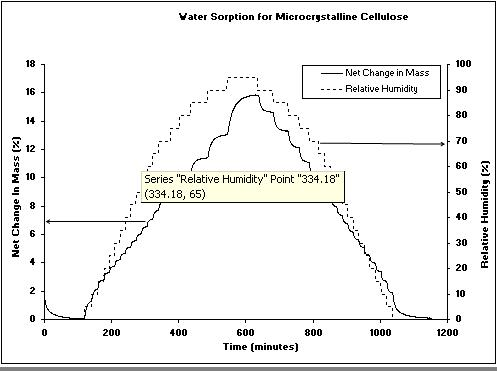
Illustration

La gravimétrie d'adsorption de vapeur d'eau (ou DVS pour Dynamic Vapour Sorption) est une méthode d'analyse gravimétrique qui permet de mesurer la variation de masse d'un échantillon en fonction de la pression de vapeur du solvant.